# Presnel Kimpembe
Presnel Kimpembe (Beaumont-sur-Oise, Valle del Oise, 13 de agosto de 1995) es un futbolista francés que juega como defensa y su equipo es el Paris Saint-Germain F. C. de la Ligue 1 de Francia.

## Trayectoria
Hijo de padre congoleño y madre haitiana, Kimpembe nació en Beaumont-sur-Oise, Francia.
Kimpembe hizo su debut profesional con el París Saint-Germain de la Ligue 1 el 17 de octubre de 2014, contra el Racing Club de Lens, reemplazando a Thiago Motta en el minuto 76, partido en el que ganaría su equipo por 3 a 1.

## Selección nacional

### Trayectoria
Presnel ha sido internacional con la selección de la República Democrática del Congo en la categoría sub-21, y la selección de Francia en las categorías sub-20 y sub-21.
Fue citado por primera vez por la selección de la República Democrática del Congo, para jugar un partido amistoso sub-21 contra Austria en la fecha FIFA de octubre. Debutó el 12 de octubre de 2014, fue titular, jugó los 90 minutos contra los europeos y perdieron 3 a 0. Disputó el encuentro con 19 años y 60 días, dando ventaja con la edad.
Luego, fue citado por la Federación Francesa de Fútbol y aceptó, para entrenar y jugar dos amistosos sub-20 en la fecha FIFA de marzo. Debutó con Francia el 26 de marzo de 2015, jugó como titular contra Uruguay, se enfrentó a jugadores como Gastón Pereiro, Nahitan Nández, Mauro Arambarri, Mauricio Lemos y Gastón Guruceaga, el partido finalizó 1 a 1. Cuatro días después, nuevamente fue titular y jugó los 90 minutos, su rival fue Catar, selección a la que derrotaron 2 a 1.
En el mes de mayo, fue convocado para jugar el Torneo Esperanzas de Toulon de 2015. Le fue asignada la camiseta número 4.
Francia quedó en primer lugar del grupo, al ganar los 4 partidos, por lo que clasificaron a la final, contra Marruecos, combinado al que vencieron 3 a 1. Presnel Kimpembe fue titular en los 5 partidos.
En el mes de septiembre, fue convocado a la sub-21 francesa, para jugar la fase de clasificación a la Eurocopa Sub-21 de 2017. Debutó en la competición el 5 de septiembre de 2015, jugó los 90 minutos contra Islandia pero perdieron 3 a 1.
Fue convocado para representar a la selección absoluta de Francia en la Copa Mundial de Fútbol de 2018. Jugó tan solo un partido de la fase de grupos, y se proclamó campeón del mundo al derrotar Francia por 4-2 a Croacia en la final.

### Partícipaciones en Copas del Mundo
| Mundial           | Sede  | Resultado | Partidos | Goles |
| ----------------- | ----- | --------- | -------- | ----- |
| Copa Mundial 2018 | Rusia | Campeón   | 1        | 0     |

### Participaciones en categorías inferiores
En cursiva las competiciones no oficiales.
| Competición                                   | Sede    | Resultado    | Partidos | Goles |
| --------------------------------------------- | ------- | ------------ | -------- | ----- |
| Torneo Esperanzas de Toulon de 2015           | Francia | Campeón      | 5        | 0     |
| Clasificación para la Eurocopa Sub-21 de 2017 | Europa  | No clasificó | 5        | 0     |

## Estadísticas

### Clubes
Actualizado al último partido disputado el 19 de abril de 2025.
| Club | Div.          | Temporada     | Liga nacional(1) | Liga nacional(1) | Copas nacionales(2) | Copas nacionales(2) | Copas internacionales(3) | Copas internacionales(3) | Total | Total |
| Club | Div.          | Temporada     | Part.            | Goles            | Part.               | Goles               | Part.                    | Goles                    | Part. | Goles |
| --- | ------------- | ------------- | ---------------- | ---------------- | ------------------- | ------------------- | ------------------------ | ------------------------ | ----- | ----- |
| París Saint-Germain F. C. Francia | 1.ª           | 2014-15       | 1                | 0                | 0                   | 0                   | 0                        | 0                        | 1     | 0     |
| París Saint-Germain F. C. Francia | 1.ª           | 2015-16       | 6                | 0                | 3                   | 0                   | 0                        | 0                        | 9     | 0     |
| París Saint-Germain F. C. Francia | 1.ª           | 2016-17       | 19               | 0                | 8                   | 0                   | 1                        | 0                        | 28    | 0     |
| París Saint-Germain F. C. Francia | 1.ª           | 2017-18       | 28               | 0                | 7                   | 0                   | 3                        | 0                        | 38    | 0     |
| París Saint-Germain F. C. Francia | 1.ª           | 2018-19       | 24               | 0                | 4                   | 0                   | 8                        | 1                        | 36    | 1     |
| París Saint-Germain F. C. Francia | 1.ª           | 2019-20       | 16               | 0                | 2                   | 0                   | 10                       | 0                        | 28    | 0     |
| París Saint-Germain F. C. Francia | 1.ª           | 2020-21       | 28               | 0                | 1                   | 0                   | 11                       | 0                        | 40    | 0     |
| París Saint-Germain F. C. Francia | 1.ª           | 2021-22       | 30               | 1                | 4                   | 1                   | 7                        | 0                        | 41    | 2     |
| París Saint-Germain F. C. Francia | 1.ª           | 2022-23       | 11               | 0                | 1                   | 0                   | 3                        | 0                        | 15    | 0     |
| París Saint-Germain F. C. Francia | 1.ª           | 2023-24       | 0                | 0                | 0                   | 0                   | 0                        | 0                        | 0     | 0     |
| París Saint-Germain F. C. Francia | 1.ª           | 2024-25       | 2                | 0                | 2                   | 0                   | 1                        | 0                        | 5     | 0     |
| París Saint-Germain F. C. Francia | Total club    | Total club    | 165              | 1                | 32                  | 1                   | 44                       | 1                        | 241   | 3     |
| Total carrera | Total carrera | Total carrera | 165              | 1                | 32                  | 1                   | 44                       | 1                        | 241   | 3     |
| (1)Incluidos los datos de la Ligue 1 (2014-15-act.) (2)Incluidos los datos de la Supercopa de Francia (2014-15, 2016-17), Copa de Francia (2014-15, 2015-16) y Copa de la Liga de Francia (2014-15, 2015-16) (3)Incluidos los datos de la Champions League (2014-15,act.) |               |               |                  |                  |                     |                     |                          |                          |       |       |

### Selecciones
Actualizado hasta el 5 de septiembre de 2020. 
| Sub-21 República Democrática del Congo                                                                            | 2014/15       | -  | - | - | - | 1  | 0 | 1  | 0 |  |  |  |  |  |  |
| Sub-21 República Democrática del Congo                                                                            | Total sel.    | -  | - | - | - | 1  | 0 | 1  | 0 |  |  |  |  |  |  |
| Sub-20 Francia | 2014/15       | -  | - | - | - | 7  | 0 | 7  | 0 |  |  |  |  |  |  |
| Sub-20 Francia | Total sel.    | -  | - | - | - | 7  | 0 | 7  | 0 |  |  |  |  |  |  |
| Sub-21 Francia | 2015/16       | 5  | 0 | - | - | 2  | 0 | 7  | 0 |  |  |  |  |  |  |
| Sub-21 Francia | Total sel.    | 5  | 0 | - | - | 2  | 0 | 7  | 0 |  |  |  |  |  |  |
| Absoluta Francia                                                                                                  | 2018          | 2  | 0 | 1 | 0 | 4  | 0 | 7  | 0 |  |  |  |  |  |  |
| Absoluta Francia                                                                                                  | 2019          | 2  | 0 | 0 | 0 | 0  | 0 | 2  | 0 |  |  |  |  |  |  |
| Absoluta Francia                                                                                                  | 2020          | 1  | 0 | 0 | 0 | 0  | 0 | 1  | 0 |  |  |  |  |  |  |
| Absoluta Francia                                                                                                  | Total sel.    | 5  | 0 | 1 | 0 | 4  | 0 | 10 | 0 |  |  |  |  |  |  |
| Total carrera | Total carrera | 10 | 0 | 1 | 0 | 14 | 0 | 25 | 0 |  |  |  |  |  |  |
| |               |    |   |   |   |    |   |    |   |  |  |  |  |  |  |
| (1)Incluidos los datos de la Eurocopa Sub-21 (2017) (2)Incluidos los datos del Torneo Esperanzas de Toulon (2015) |               |    |   |   |   |    |   |    |   |  |  |  |  |  |  |

## Palmarés

### Títulos nacionales
| Título               | Club                      | País    | Año  |
| -------------------- | ------------------------- | ------- | ---- |
| Copa de la Liga      | Paris Saint-Germain F. C. | Francia | 2015 |
| Ligue 1              | Paris Saint-Germain F. C. | Francia | 2015 |
| Copa de Francia      | Paris Saint-Germain F. C. | Francia | 2015 |
| Supercopa de Francia | Paris Saint-Germain F. C. | Francia | 2015 |
| Ligue 1              | Paris Saint-Germain F. C. | Francia | 2016 |
| Copa de la Liga      | Paris Saint-Germain F. C. | Francia | 2016 |
| Copa de Francia      | Paris Saint-Germain F. C. | Francia | 2016 |
| Supercopa de Francia | Paris Saint-Germain F. C. | Francia | 2016 |
| Copa de la Liga      | Paris Saint-Germain F. C. | Francia | 2017 |
| Copa de Francia      | Paris Saint-Germain F. C. | Francia | 2017 |
| Supercopa de Francia | Paris Saint-Germain F. C. | Francia | 2017 |
| Copa de la Liga      | Paris Saint-Germain F. C. | Francia | 2018 |
| Ligue 1              | Paris Saint-Germain F. C. | Francia | 2018 |
| Copa de Francia      | Paris Saint-Germain F. C. | Francia | 2018 |
| Supercopa de Francia | Paris Saint-Germain F. C. | Francia | 2018 |
| Ligue 1              | Paris Saint-Germain F. C. | Francia | 2019 |
| Supercopa de Francia | Paris Saint-Germain F. C. | Francia | 2019 |
| Ligue 1              | Paris Saint-Germain F. C. | Francia | 2020 |
| Copa de Francia      | Paris Saint-Germain F. C. | Francia | 2020 |
| Copa de la Liga      | Paris Saint-Germain F. C. | Francia | 2020 |
| Supercopa de Francia | Paris Saint-Germain F. C. | Francia | 2020 |
| Copa de Francia      | Paris Saint-Germain F. C. | Francia | 2021 |
| Ligue 1              | Paris Saint-Germain F. C. | Francia | 2022 |
| Supercopa de Francia | Paris Saint-Germain F. C. | Francia | 2022 |
| Ligue 1              | Paris Saint-Germain F. C. | Francia | 2023 |
| Supercopa de Francia | Paris Saint-Germain F. C. | Francia | 2023 |
| Ligue 1              | Paris Saint-Germain F. C. | Francia | 2024 |
| Copa de Francia      | Paris Saint-Germain F. C. | Francia | 2024 |
| Supercopa de Francia | Paris Saint-Germain F. C. | Francia | 2024 |
| Ligue 1              | Paris Saint-Germain F. C. | Francia | 2025 |
| Copa de Francia      | Paris Saint-Germain F. C. | Francia | 2025 |

### Títulos internacionales
| Título                       | Selección                 | País     | Año  |
| ---------------------------- | ------------------------- | -------- | ---- |
| Copa Mundial de Fútbol       | Selección de Francia      | Rusia    | 2018 |
| Liga de Naciones de la UEFA  | Selección de Francia      | Italia   | 2021 |
| Liga de Campeones de la UEFA | Paris Saint-Germain F. C. | Alemania | 2025 |

### Distinciones individuales
| Distinción                                        | Año  |
| ------------------------------------------------- | ---- |
| Equipo del año en la Liga de Campeones de la UEFA | 2020 |

### Condecoraciones
| Distinción                      | Año  |
| ------------------------------- | ---- |
| Caballero de la Legión de Honor | 2019 |